# Wrodzona niedoczynność tarczycy
Wrodzona pierwotna niedoczynność tarczycy – zaburzenie rozwoju fizycznego i intelektualnego, u podłoża którego leży niedobór hormonów tarczycy w okresie prenatalnym i w niemowlęctwie. Leczenie polega na podawaniu choremu tyroksyny.

## Przyczyny
Występowanie wrodzonej niedoczynności tarczycy może mieć różne podłoże:
- zaburzenia (mutacje) genetyczne
- zaburzenia embriogenezy:
  - niewykształcenie się tarczycy
  - wykształcenie się tarczycy o nieprawidłowej budowie
  - przemieszczanie się narządu w trakcie rozwoju

## Objawy
Pierwszym objawem choroby u noworodka jest najczęściej żółtaczka. W okresie niemowlęcym dziecko ma spowolnione czynności życiowe, opóźniony rozwój psychoruchowy oraz zaparcia.

## Diagnostyka
Aktualnie w Polsce u każdego noworodka przeprowadza się badania przesiewowe wrodzonej niedoczynności tarczycy, ponieważ  jedynie wykrycie choroby i podjęcie leczenia od razu po urodzeniu może uchronić dziecko przed upośledzeniem psychoruchowym.

## Klasyfikacja ICD10
| kod ICD10     | nazwa choroby                                    |
| ------------- | ------------------------------------------------ |
| ICD-10: E03   | Inne postacie niedoczynności tarczycy            |
| ICD-10: E03.0 | Wrodzona niedoczynność tarczycy z wolem rozlanym |
| ICD-10: E03.1 | Wrodzona niedoczynność tarczycy bez wola         |